# FK Metalac Kraljevo
FK Metalac és un club de futbol de Kraljevo, Sèrbia.